# تشين يونغ
تشين يونغ هو قاضي وسياسي كوري جنوبي، ولد في 23 أكتوبر 1950 في Damyang County ‏ في كوريا الجنوبية. نشط حزبياً في الحزب الديمقراطي الكوري.

## مناصب
- في الانتخابات التشريعية الكورية الجنوبية 2004 [الإنجليزية]‏، انتخب عضو الجمعية الوطنية الكورية الجنوبية  [لغات أخرى]‏ عن دائرة Yongsan (constituency) [الإنجليزية]‏ خلال فترته النيابية  [لغات أخرى]‏ (30 مايو 2004 – 29 مايو 2008).
- انتخب عضو الجمعية الوطنية الكورية الجنوبية  [لغات أخرى]‏ عن دائرة Yongsan (constituency) [الإنجليزية]‏ خلال فترته النيابية  [لغات أخرى]‏ (30 مايو 2008 – 29 مايو 2012).
- انتخب عضو الجمعية الوطنية الكورية الجنوبية  [لغات أخرى]‏ عن دائرة Yongsan (constituency) [الإنجليزية]‏ خلال فترته النيابية  [لغات أخرى]‏ (30 مايو 2012 – 29 مايو 2016).
- في الانتخابات التشريعية الكورية الجنوبية 2016 [الإنجليزية]‏، انتخب عضو الجمعية الوطنية الكورية الجنوبية  [لغات أخرى]‏ عن دائرة Yongsan (constituency) [الإنجليزية]‏ خلال فترته النيابية  [لغات أخرى]‏ (30 مايو 2016 – ).